# Venator
Venator az Amerikai Egyesült Államok északnyugati részén, Oregon állam Harney megyéjében, a Déli-Malheur folyó elhelyezkedő önkormányzat nélküli település.
Alphena Venator 1872-ben telepedett le itt; édesapja, Jezreel a közeli Venator-szurdok névadója. Az 1895-ben megnyílt posta első vezetője Louella Venator volt; a hivatalt később az Oregon Eastern és a Union Pacific vasútvonalainak találkozásához költöztették.

## Fordítás
- Ez a szócikk részben vagy egészben  a   Venator, Oregon című angol Wikipédia-szócikk ezen változatának fordításán alapul.  Az eredeti cikk szerkesztőit annak laptörténete sorolja fel. Ez a jelzés csupán a megfogalmazás eredetét és a szerzői jogokat jelzi, nem szolgál a cikkben szereplő információk forrásmegjelöléseként.